# Есперанто-клуб
Есперанто-клуб (есп. Esperanto-klubo) — організація есперантистів  за місцем проживання в кількості не менше 10 осіб, яка  працює за своїм 
статутом, який не повинен суперечити Статуту УкрЕА. 
Есперанто-клуби розрізняються по:
- наявність постійного приміщення;
- регулярність і різноманітність зустрічей;
- постійність складу учасників (і наявність членських внесків);
- орієнтованість на певний рівень володіння есперанто;
- наявність додаткових цілей, крім пов'язаних з мовою есперанто (наприклад, есперанто-клуб викладачів і студентів, есперанто-клуб медиків, есперанто-клуб при будинку вчених і т. д.);
- ставлення до загальнонаціональної організації есперантистів (УкрЕА);
- регулярність проведення курсів есперанто.

## Есперанто-клуби України
Ознайомитись з переліком міських есперанто-клубів в Україні можна в відповідній категорії та в координаційному списку.